# Uberto di Liegi
Sant'Uberto, detto "l'apostolo delle Ardenne" (Tolosa?, 656 – Fura, 30 maggio 727), apparteneva alla dinastia merovingia: fu vescovo di Maastricht e primo vescovo di Liegi; è venerato come santo dalla Chiesa cattolica.

## Biografia
Primogenito del duca Bertrando di Aquitania e nipote di re Cariberto II, nacque probabilmente a Tolosa attorno al 656 e crebbe a Metz, come conte palatino presso la corte di re Teodorico III di Neustria; con l'avvento al potere da parte di Ebroino si trasferì in Austrasia, dove venne accolto benevolmente da Pipino di Herstal, e nel 692 sposò la figlia del conte di Lovanio da cui ebbe un figlio, Floriberto.
Secondo la tradizione agiografica ispirata alla leggenda di sant'Eustachio, un Venerdì santo, durante una battuta di caccia, avrebbe ricevuto la visione di un crocifisso tra le corna di un cervo che lo avrebbe invitato ad abbandonare la sua vita dissoluta e a convertirsi (l'episodio è alla base dell'iconografia del santo).
Rimasto vedovo si pose sotto la direzione spirituale di san Lamberto di Maastricht, rinunciando ai suoi beni e ai suoi titoli in favore di suo fratello minore Oddone, al quale affidò anche la cura del figlio Floriberto.
Studiò teologia e venne ordinato sacerdote, divenendo il principale assistente di Lamberto al quale nel 706 succedette come vescovo di Maastricht: divenne predicatore e si dedicò all'evangelizzazione delle zone orientali del Belgio (Brabante, Ardenne) e fondò la diocesi di Liegi, di cui divenne il primo vescovo; nella cattedrale che fece costruire nella sua nuova sede episcopale fece anche traslare il corpo di Lamberto.

## Culto
Alla sua morte venne sepolto nella chiesa di San Pietro, a Liegi, ma nell'825 le sue reliquie vennero traslate nell'abbazia di Andage, nelle Ardenne.
La venerazione come santo ebbe ampia diffusione nel Medioevo, fu invocato contro il morso dei cani e la rabbia, la sua tomba fu meta di numerosi pellegrinaggi.
Festa il 3 novembre (memoria della traslazione delle reliquie).

## Influenza culturale
Il romanzo psicologico Ipotesi di cacciatore di Gregorio Ponci edito nell'ottobre 2018, viene giudicato una possibile trasposizione in chiave attuale della leggenda del Santo riportata anche in appendice al libro.
Il logo del noto amaro Jägermeister rappresenta un cervo le cui corna fanno da cornice ad una croce: il logo è ispirato alla leggenda di sant'Uberto.
(Sito ufficiale Jägermeister - La storia dietro il cervo)